# Otto Skorzeny
Otto Skorzeny, född den 12 juni 1908 i Wien, död den 5 juli 1975 i Madrid, var en österrikisk Obersturmbannführer i Waffen-SS. Ett fysiskt kännetecken var det stora ärr han hade på vänstra kinden efter en duell i slutet av 1920-talet.

## Biografi
Skorzeny växte upp i en medelklassfamilj, utbildade sig till diplomingenjör vid universitetet i Wien och gick med i NSDAP år 1930. Han blev medlem i SS 1939 och steg snabbt i graderna. Han deltog i invasionerna av Frankrike, Nederländerna, Balkan och stred till sist på östfronten där han drabbades av kolik och dysenteri i slutet av år 1941 och fick återvända hem.
Skorzeny erhöll Järnkorset 1942 och Riddarkorset när han den 12 september 1943, på befallning av Adolf Hitler, deltog i fritagandet av Benito Mussolini från Gran Sasso d'Italia. Planeringen av detta uppdrag gjordes dock av Kurt Student, general i fallskärmsjägarna. Denne var efter uppdragets framgång inte helt nöjd med den uppmärksamhet Skorzeny fick, då operationen i verkligheten leddes av major Harald Mors.
Skorzeny kommenderades år 1944 till Budapest för att förhindra Miklós Horthy från att underteckna en separatfred med Josef Stalin. Man kidnappade Horthys son Miklós och Horthy själv avsattes genom Operation Panzerfaust. Under Ardenneroffensiven i december 1944 ledde han en brigad utrustad med amerikanska, beslagtagna jeepar och tyska engelsktalande soldater iklädda amerikanska uniformer, Operation Greif. Han var med och organiserade en motståndsrörelse, fristående terrorceller vilka fick namnet Werwolf. Man rekryterade från SS och Hitlerjugend och dessa små grupper var tänkta att operera likt gerillagrupper bakom de allierades linjer då dessa avancerade genom Tyskland.
Skorzeny arresterades i maj 1945 anklagad för krigsförbrytelser, men åtalet lades ner 1947. Han flydde och tog sig till Spanien. Skorzeny var aktiv i flyktingorganisationen ODESSA, som smugglade nazister undan rättvisan till Sydamerika. Engagemanget i Sydamerika innefattade även att vara säkerhetsrådgivare åt president Juan Perón i Argentina, där Skorzenys umgänge även inbegrep personer som Josef Mengele och Adolf Eichmann. Skorzeny återvände senare till Spanien. Han var år 1953 underrättelserådgivare åt Nasser.
År 1950 publicerade Skorzeny sina memoarer, Geheimkommando Skorzeny. Två år senare utkom den första svenska utgåvan. År 2012 utgav Svenskt Militärhistoriskt Bibliotek en reviderad utgåva.